# فريتاون (نيويورك)
فريتاون (بالإنجليزية: Freetown, New York)‏ هي بلدة أمريكية تقع في الولايات المتحدة في مقاطعة كورتلاند، نيويورك. يقدر عدد سكانها بـ 757 نسمة ومساحتها 66.4 كم2 وترتفع عن سطح البحر 477 متر.